# Calera de Tango
Calera de Tango ist eine Stadt und Gemeinde in der Provinz Maipo in der Metropolregion Santiago in Chile. Bei der Volkszählung im Jahr 2017 hatte sie 25.392 Einwohner. Die Gemeinde erstreckt sich über eine Fläche von 73,3 km².

## Geschichte
In vorspanischer Zeit, ab dem Jahr 1420, besetzten indigene Inkagruppen das sogenannte Tango-Tal und integrierten dieses Gebiet in ihre Verwaltung. Seit dem 16. Jahrhundert gehört das Gemeindegebiet unter spanischer Verwaltung der Regierung von Santiago. Im 17. Jahrhundert ließen sich mehrere Ordensgemeinschaften im Tal nieder, unter denen die Jesuiten hervorstechen, die 1685 die Hacienda Calera de Tango von den Mercedariern erwarben. Dort wurden Landwirtschafts- und Viehzuchtaktivitäten entwickelt.
Im 19. Jahrhundert waren die Haupthöfe von Calera de Tango landwirtschaftlichen Tätigkeiten im Zusammenhang mit Milchviehbetrieben und dem Anbau von Weizen, Gerste und Chacareria gewidmet. Administrativ war Calera de Tango im 19. Jahrhundert die siebte Unterdelegation des zur Provinz Santiago gehörenden Departements Victoria.
Zu Beginn des 20. Jahrhunderts war die Gemeinde in drei Bezirke unterteilt: Calera de Tango, San Agustín und Santa Inés. In diesem Jahrhundert wurden die wichtigsten Aktivitäten fortgesetzt und die ersten Städte entstanden. Mit der Abschaffung der Mayorazgos, die dem Primogenitursystem ein Ende setzte, begann die Aufteilung der ländlichen Grundstücke.
Ein wichtiger Erlass war der zur Gründung der Villa de Los Bajos de San Agustín, der dieser Titel durch einen Obersten Erlass des Innenministeriums am 17. März 1902 verliehen wurde.
Durch das Gesetzesdekret Nr. 803 vom 22. Dezember 1925 wurde das Gemeindegebiet mit dem der Unterdelegation zusammengelegt. Die Gemeinde Calera de Tango war später Teil des Departements Santiago. Mit dem Dekret Nr. 116 vom 20. Januar 1930 wurde die Gemeinde aufgelöst und ihr Territorium in die Gemeinden San Bernardo, Peñaflor und Talagante aufgeteilt. Durch das Gesetzesdekret Nr. 5987 vom 11. Januar 1937 wurde die Gemeinde Teil des durch dasselbe Gesetz geschaffene Departement San Bernardo. Mit dem gewöhnlichen offiziellen Schreiben Nr. 121 vom 1. März 1978 gingen die offiziellen Grenzen der Gemeinde ein. Und seit dem 4. November 1994 ist die Gemeinde Calera de Tango in den städtischen Regulierungsplan von Santiago einbezogen, wodurch die Bajos de San Agustín als städtisches Gebiet erhalten bleiben. Das verbleibende Gemeindegebiet, das dem überwiegenden Teil entspricht, wurde als städtebaulich beschränktes Gebiet, überwiegend als ausschließlich forstwirtschaftlich-landwirtschaftliches Nutzungsgebiet, eingerichtet.

## Bevölkerung
In der Volkszählung von 1885 tauchten die ersten caleranischen Städte auf: La Calera mit 679, Lugarejos Tango mit 391 und Los Bajos 640 Einwohnern. Es erscheinen dieselben Städte wie bei der vorherigen Volkszählung, die eine Bevölkerung von 1907 Einwohnern hatte, was einem Bevölkerungswachstum von 11 % im Vergleich zur vorherigen Volkszählung entspricht.
Laut der Volkszählung des Nationalen Statistikinstituts von 2002 hatte Calera de Tango 18.235 Einwohner (9243 Männer und 8992 Frauen). Davon lebten 9932 (54,5 %) in städtischen Gebieten und 8303 (45,5 %) in ländlichen Gebieten. Die Bevölkerung wuchs zwischen den Volkszählungen 1992 und 2002 um 54 % (6392 Personen). Im Jahr 2017 zählte man 25.392 Personen.

## Persönlichkeiten
- Leonardo Rayo (* 1992), Fußballspieler